# 多变小冠花
多变小冠花（学名：Coronilla varia），又名绣球小冠花，是一种豆科植物。这种植物原产于地中海一带，在欧洲中部和南部，亚洲西南部和北非均有分布。